# Liste von Sakralbauten im Landkreis Weißenburg-Gunzenhausen
Die Liste von Sakralbauten im Landkreis Weißenburg-Gunzenhausen listet Kirchen, Kapellen und sonstige Sakralbauten im mittelfränkischen Landkreis Weißenburg-Gunzenhausen auf.

## Überblick
Die evangelisch-lutherischen Kirchen überwiegen gegenüber den römisch-katholischen. Die evangelischen Bauten gehören zu den Dekanaten Gunzenhausen und Heidenheim im Kirchenkreis Ansbach-Würzburg sowie zu den Dekanaten Weißenburg und Pappenheim im Kirchenkreis Nürnberg. Die katholischen Kirchen gehören zum Dekanat Weißenburg-Wemding im Bistum Eichstätt.
Die Christianisierung der Gegend erfolgte im frühen 8. Jahrhundert. Zu den ersten Kirchengebäuden des heutigen Landkreisgebietes gehören die Sola-Basilika in Solnhofen (heute nur noch als Ruine vorhanden), die Laurentiuskirche in Allmannsdorf sowie die Galluskirche in Pappenheim. Das Markgrafentum Brandenburg-Ansbach setzte die Reformation Anfang des 16. Jahrhunderts durch; die Reichsstadt Weißenburg folgte nach der Unterzeichnung der Confessio Augustana am 15. November 1530. Auch die Erbmarschälle von Pappenheim und der Schenk von Geyern führten im 16. Jahrhundert die neue Lehre ein. Als katholische Gebiete blieben lediglich die Besitztümer des Deutschen Ritterordens und des Bistums Eichstätt übrig. Der Versuch einer Gegenreformation wurde öfters unternommen, sie scheiterten aber meist. So wurde durch Gottfried Heinrich zu Pappenheim, General der Katholischen Liga, der Ort Treuchtlingen zeitweise wieder katholisch. Nach der Säkularisation der Klöster 1802 und der Zugehörigkeit des heutigen Landkreises zum Königreich Bayern entstanden auch in bisher lutherischen Gemeinden katholische Kirchen, wie etwa in Weißenburg (1871) und Pappenheim (1888). Andersherum entstanden auch in einst katholischen Gemeinden evangelische Neubauten, wie beispielsweise die Petruskirche in Pleinfeld. Nach dem Zweiten Weltkrieg entstanden wenige kirchliche Bauten, darunter die Scheunenkirche Dettenheim (1956), St. Walburga (1958) und die Heilig-Kreuz-Kirche (1964).
Insgesamt gibt es im Landkreis Weißenburg-Gunzenhausen 154 Kirchengebäude mit regelmäßig stattfindenden Gottesdiensten. Der überwiegende Bautyp unter den Dorfkirchen ist die Chorturmkirche, gefolgt von der Saalkirche. Einen einheitlichen Baustil gibt es im Landkreis Weißenburg-Gunzenhausen aufgrund unterschiedlicher Herrscher und religiöser Streitigkeiten nicht; meist gehören die Kirchenbauten Spätgotik, Barock, Markgrafenstil oder Historismus an. Wallfahrtskirchen der Region sind die Blasiuskirche und die Gunthildiskapelle. Zu den Kirchenpatronen gehören neben den für den süddeutschen Raum typischen Nikolaus, Georg, Emmeram, Veit, Johannes der Täufer, Maria, Mutter Jesu, Erzengel Michael sowie Peter und Paul auch die speziell im Bistum Eichstätt verehrten Heiligen Willibald, Walburga, Gunthildis und Sola. Für diese Region eher ungewöhnlich sind Hieronymus (in Wachenhofen) und Gallus (in Pappenheim).
In jüngerer Zeit entstanden auch Sakralbauten für andere Konfessionen und Religionen, etwa für Methodisten in Weißenburg, für Zeugen Jehovas in Pleinfeld oder Moscheen in den größeren Städten.

## Liste
| Abbildung      | Inneres        | Name                                        | Glaube                             | Gemeinde / Ortsteil                                                                 | Bauzeit                     | Baustil / Anmerkungen |
| -------------- | -------------- | ------------------------------------------- | ---------------------------------- | ----------------------------------------------------------------------------------- | --------------------------- | --- |
| weitere Bilder |                | Christuskirche                              | ev.-luth.                          | Absberg (49° 8′ 38,8″ N, 10° 52′ 53,6″ O)                                           | 16. Jh. 1598                | Saalkirche, spätgotisch, frühere Simultankirche |
| weitere Bilder |                | St. Ottilia                                 | röm.-kath.                         | Absberg                                                                             | 18. Jh. 1727                | ehemalige Schlosskapelle, heute Pfarrkirche, Rokoko, 1727 geweiht |
|                |                | Heilig Kreuz                                | ev.-luth.                          | Gunzenhausen Aha                                                                    | 18. Jh. 1721                | Evang.-Luth. Pfarrkirche Heilig Kreuz, Markgrafenkirche, Saalkirche, Westfassade mit Mittelrisalit mit Giebelaufsatz, rustizierte Lisenen, an Chor anschließend dreigeschossiger Turm mit Kuppelhelm und Spitze, von Karl Friedrich von Zocha nach Plänen von Gabriel de Gabrieli, 1721, Turm von Johann David Steingruber 1753 verändert; mit Ausstattung; mit Kirchhof, 18. Jh.; Kirchhofmauer, Ost- und Südseite, 18. Jh. und 1938, Erweiterung wohl 2. Hälfte 19. Jh. |
| weitere Bilder |                | St. Emmeram                                 | ev.-luth.                          | Alesheim                                                                            | 18. Jh. 1738                | Chorturmkirche, Turmuntergeschoss mittelalterlich, Obergeschoss 1738, Langhaus 1540, im 18. Jahrhundert erweitert und barockisiert, Turm mit Kuppeldach und Laterne; mit Ausstattung. Kirchhofmauer, wohl 18. Jahrhundert. |
| weitere Bilder |                | St. Laurentius                              | röm.-kath.                         | Pleinfeld Allmannsdorf                                                              | 9. Jh.                      | Chorturmkirche, Turm im Untergeschoss romanisch, Turmobergeschoss mit Pyramidendach spätes 15. Jahrhundert, Langhaus 17. Jahrhundert, später erweitert, mit Ausstattung, mit Kirchhofmauer, im Kern mittelalterlich. Ursprünglich Wehrkirche. |
|                |                | Wirtskapelle                                |                                    | Pleinfeld Allmannsdorf (49° 8′ 3″ N, 10° 58′ 22,8″ O)                               | 20. Jh. 1927                | Kleiner massiver Satteldachbau mit portikusähnlichem Vorbau, an der Straße nach Hohenweiler, 1927, mit Ausstattung. |
|                |                | Dreifaltigkeit                              |                                    | Pleinfeld Allmannsdorf (49° 8′ 4,6″ N, 10° 58′ 1,9″ O)                              | 19. Jh.                     | Kleiner massiver Bau mit Satteldach, 19. Jahrhundert, mit Ausstattung. |
| weitere Bilder |                | St. Johannis                                | ev.-luth.                          | Muhr am See Altenmuhr                                                               | 13. Jh.                     | Chorturmkirche, im Kern 13. Jahrhundert, Langhaus, Chor und Turm 1467 erweitert, 1723 umgebaut und barockisiert, Zwiebelhaube des Turms 1798, mit Ausstattung. |
| weitere Bilder |                | St. Georg                                   | ev.-luth.                          | Treuchtlingen Auernheim                                                             | 11./12. Jh.                 | Auf prähistorischem Hügel, Saalkirche, westlich ehemals Chorturm mit Spitzhelm, mit alten Gewölbeansätzen, im Kern 11./12. Jahrhundert, Langhaus spätmittelalterlich, im 17. und 18. Jahrhundert erweitert, 1728 neuer östlicher Altarraum, mit Ausstattung. |
|                |                | Banzerkapelle                               |                                    | Pleinfeld Banzermühle (49° 5′ 56,7″ N, 10° 57′ 45″ O)                               | 18. Jh.                     | Kleiner massiver Satteldachbau, 18. Jahrhundert, mit Ausstattung. |
| weitere Bilder |                | St. Margaretha                              | röm.-kath.                         | Raitenbuch Bechthal                                                                 | 12. Jh.                     | Chorturmkirche, Langhaus mit Satteldach, massiver Rechteckturm mit Pyramidendach, zweite Hälfte 12. Jahrhundert, Dach des Langhauses dendrochronologisch datiert 1486/87, Umbau des Langhauses und Neugestaltung des Turmobergeschosses vermutlich von Jakob Engel, Ende 17. Jahrhundert, mit Ausstattung, Kirchhofmauer, wesentliche Teile wohl noch mittelalterlich. |
| weitere Bilder |                | St. Georg                                   | ev.-luth.                          | Bergen                                                                              | 18. Jh. 1773                | Chorturmkirche, Turmuntergeschoss mittelalterlich, Obergeschoss und Langhaus 1773, Turm mit polygonalem Helm, Vorhalle modern; mit Ausstattung. Ursprünglich Wehrkirche. |
| weitere Bilder |                | St. Clemens                                 | röm.-kath.                         | Nennslingen Biburg                                                                  | 12. Jh.                     | Chorturmkirche, Turmuntergeschoss und untere Langhausmauern zweite Hälfte 12. Jahrhundert, Umbau und Vergrößerung von Domenico Barbieri 1756, Verlängerung 1925, mit Ecklisenen und Putzgliederung; mit Ausstattung; Kirchhofmauer, 18./19. Jahrhundert. |
| weitere Bilder |                | St. Martin                                  | ev.-luth.                          | Pappenheim Bieswang                                                                 | 17. Jh.                     | Chorturmkirche, Turmuntergeschoss romanisch, obere Teile 17. Jahrhundert, Chorturm mit Spitzhelm, Langhaus 1673/74, teilweise über mittelalterlicher Bausubstanz, Stuckdekor 1724, mit Ausstattung, Kirchhofmauer mit zwei Toren und Eisenzaun, 1896. |
| weitere Bilder |                | St. Johann Baptist                          | ev.-luth.                          | Haundorf Brombach (49° 8′ 28,5″ N, 10° 48′ 38,6″ O)                                 | 18. Jh. 1752– 54            | Saalkirche, Walmdachbau mit Dachreiter, 1752–54; mit Ausstattung. |
| weitere Bilder |                | St. Ulrich                                  | ev.-luth.                          | Treuchtlingen Bubenheim                                                             | 17. Jh.                     | Saalkirche, östlich Turm mit Spitzhelm, Turm Ende 17. Jahrhundert, Langhaus 1749, mit Ausstattung. |
| weitere Bilder |                | St. Trinitatis                              | ev.-luth.                          | Langenaltheim Büttelbronn                                                           | 18. Jh. 1724                | Chorturmkirche, Turm im Kern romanisch, mit Spitzhelm, Langhaus 1724; mit Ausstattung. Kirchhof, mittelalterlich, mit Ummauerung an der Westseite bis zu fünf Meter Höhe. Dreigeschossiger Torturm, 17./18. Jahrhundert, im Kern mittelalterlich. |
| weitere Bilder |                | St. Koloman                                 | ev.-luth.                          | Burgsalach                                                                          | 18. Jh. 1746                | Chorturmkirche, mittelalterliches Chorturm-Untergeschoss, Turm 1885 erhöht, Langhaus 1746 nach Brand erneuert, Turm mit Spitzhelm; mit Ausstattung. Ursprünglich Wehrkirche. |
| weitere Bilder |                | St. Maria Magdalena                         | röm.-kath.                         | Gunzenhausen Cronheim (49° 5′ 44″ N, 10° 39′ 49″ O)                                 | 12. Jh.                     | Chorturmkirche, im Kern romanisch, 1666 erneuert und vergrößert, Turmabschluss Ende 18. Jh., 1898 Langhaus verlängert, dreigeschossiger Turm, mit Ecklisenen; mit Ausstattung; Kirchhofanlage, mittelalterlich; Kirchhofmauer, ehem. Wehrmauer, mittelalterlich, 1889 abgetragen auf jetzige Höhe, mit Torbogen 1411, verändert. Ursprünglich Wehrkirche. |
| weitere Bilder |                | ehem. Synagoge                              | jüd.                               | Gunzenhausen Cronheim (49° 5′ 47,3″ N, 10° 39′ 52,9″ O)                             | 19. Jh. 1816                | Ehem. jüdische Schule und Synagoge, zweigeschossiger giebelständiger Walmdachbau, 1816. |
|                |                | St. Anna                                    | röm.-kath.                         | Gunzenhausen Cronheim (49° 5′ 37,2″ N, 10° 39′ 53,2″ O)                             | 17. Jh. 1609                | 1609 von Friedrich Eyb zu Eyburg errichtet, im 18. Jahrhundert verändert, 1928 erneuert; mit Dachreiter und Ausstattung. |
| weitere Bilder |                | St. Martin                                  | ev.-luth.                          | Heidenheim Degersheim (48° 59′ 55,6″ N, 10° 46′ 44,7″ O)                            | 12. Jh. 1170– 1200          | Markgrafenkirche, Chorturmkirche, Turm im Kern spätmittelalterlich, Langhaus 1767 nach Plänen von Johann David Steingruber, mit rustizierten Ecklisenen, Turm mit polygonalem Obergeschoss und Zeltdach; mit Ausstattung. |
| weitere Bilder |                | St. Nikolaus                                | ev.-luth.                          | Weißenburg in Bayern Dettenheim                                                     | 17. Jh.                     | Chorturmkirche, Turm mittelalterlich, im 17. Jahrhundert erhöht, mit Spitzhelm, Langhausneubau von Wilhelm Langenfaß, 1862; mit Ausstattung. |
| weitere Bilder |                | St. Gunthildis                              | röm.-kath.                         | Weißenburg in Bayern Dettenheim Donauwörther Straße 5 (48° 59′ 7″ N, 10° 56′ 45″ O) | 19. Jh. 1814                | Scheune, zweigeschossiger Satteldachbau, Obergeschoss und Giebel Fachwerk, 1814, Einrichtung als kath. Kapelle St. Gunthildis 1956; mit Ausstattung. |
| weitere Bilder |                | St. Johann Baptist                          | ev.-luth.                          | Treuchtlingen Dietfurt                                                              | 11. Jh.                     | Chorturmkirche, Turm mit Zeltdach, Ende 11. Jahrhundert, 1619 und 1680 erhöht, Sakristeianbau 15. Jahrhundert, Langhaus 1716, Anbau 1903, mit Ausstattung. Ursprünglich Wehrkirche. |
| weitere Bilder |                | St. Peter und Paul                          | ev.-luth.                          | Dittenheim                                                                          | 17. Jh. 1699– 1702          | Saalkirche, Chor und Untergeschosse des Turms spätgotisch, Langhaus, wohl nach Plänen von Gabriel de Gabrieli, 1699–1702, Turm 1729, Chorflankenturm 1793 erneuert, Turm mit Zwiebelhaube; mit Ausstattung. Ursprünglich Wehrkirche. |
| weitere Bilder |                | St. Urban                                   | ev.-luth.                          | Polsingen Döckingen                                                                 | 19. Jh. 1873–1874           | Saalkirche, neugotischer Bau mit Westturm an Stelle eines abgetragenen Vorgängerbaus, Turm mit Spitzhelm, 1873/74, Kirchhofmauer, 19. Jahrhundert, mit Ausstattung. |
| weitere Bilder |                | St. Georg                                   | ev.-luth.                          | Theilenhofen Dornhausen                                                             | 15. Jh. 1451                | Saalkirche mit Ostturm, Turmuntergeschoss 1451, Obergeschoss 1733, Langhaus von Johann David Steingruber 1741, verlängert 1795, mit teils rustizierter Lisenengliederung; mit Ausstattung. |
| weitere Bilder |                | St. Nikolaus                                | röm.-kath.                         | Pleinfeld Dorsbrunn                                                                 | 15. Jh.? spät- mittel- alt. | Chorturmkirche, spätmittelalterlich, 1767 umgebaut und barockisiert, Sandsteinquader, Turm mit zwiebelförmiger Haube, mit Ausstattung, mit Mauer des alten Kirchhofes, im Kern wohl spätmittelalterlich. |
|                |                | Dreifaltigkeitskapelle                      |                                    | Pleinfeld Dorsbrunn (49° 5′ 30,4″ N, 10° 54′ 29,9″ O)                               | 14. Jh.? mittel- alt.       | Kleiner massiver Satteldachbau, bezeichnet „1887“, an der Straße nach Stopfenheim. |
| weitere Bilder |                | Mariä Himmelfahrt und Hl. Ulrich            |                                    | Ellingen                                                                            | 18. Jh. 1717                | Schlosskirche, im Kern gotisch, von Franz Keller 1717 und von Stuckateur Franz Joseph Roth und Matthias Binder 1746–52 durchgreifend barockisiert, Deckenmalereien vermutlich 1717/18 von Johann Anton Pinck; Turm 1751; mit Ausstattung. |
| weitere Bilder |                | St. Severin                                 |                                    | Ellingen                                                                            | 18. Jh. 1738/40             | Saalkirche, 1738/40 nördlicher erhaltener Teil der ehemaligen Klostergebäude, zweigeschossiger Walmdachbau, 18. Jahrhundert. Einfriedung mit vier Sandsteinpfosten, 19. Jahrhundert. |
| weitere Bilder |                | Christuskirche                              | ev.-luth.                          | Ellingen                                                                            | 20. Jh. 1924/25             | Achteckiger Zentralbau mit vorgelagertem Eingangsbereich mit Satteldach, östlich anschließender Turm mit Zwiebelhaube, von German Bestelmeyer, 1924/25; mit Ausstattung. |
|                |                | Wegkapelle                                  |                                    | Ellingen (49° 4′ 26,1″ N, 10° 57′ 58,5″ O)                                          | 18. Jh.                     | Kleiner Massivbau mit Satteldachabschluss, 18. Jahrhundert. |
| weitere Bilder |                | St. Anna Kapelle                            |                                    | Ellingen (49° 3′ 51,5″ N, 10° 58′ 3,8″ O)                                           | 18. Jh.                     | Kleiner Satteldachbau, wohl 18. Jahrhundert; mit Ausstattung. |
| weitere Bilder |                | St. Elisabeth                               | röm.-kath.                         | Ellingen                                                                            | 18. Jh. 1708                | Saalkirche, mit Dachreiter, 1708, 1753 erweitert; mit Ausstattung; nicht nachqualifiziert, im Bayerischen Denkmal-Atlas nicht kartiert. |
| weitere Bilder |                | St. Maximilian                              | röm.-kath.                         | Ellingen                                                                            | 18. Jh. 1733                | Saalkirche, Ostseite Turm mit Kupferhaube, mit Lisenengliederung, wohl von Franz Joseph Roth, 1733; mit Ausstattung. Ummauerung, 18. Jahrhundert. Zwei Nischenkapellen, 18. Jahrhundert. Bildstock, bezeichnet „1642“. Allee bis zum Schlossgraben, 18. Jahrhundert. |
| weitere Bilder |                | ehem. Synagoge                              | jüd.                               | Ellingen                                                                            | 18. Jh. 1757                | Mansarddachbau, mit rustizierten Ecklisenen, von Matthias Binder, 1757 fertiggestellt. |
|                |                | Spitalkapelle                               |                                    | Ellingen (49° 4′ 5,7″ N, 10° 58′ 21,3″ O)                                           | 18. Jh.                     | Kleiner Massivbau, Satteldach mit vorgezogenem Walm an Eingangsseite, 18. Jahrhundert; mit Ausstattung. |
| weitere Bilder |                | St. Georg                                   | röm.-kath.                         | Ellingen                                                                            | 18. Jh. 1729–31             | Saalkirche, nach Westen gerichtete kreuzförmige Anlage, die Ostturmfassade als Schaufront ausgebildet, Mittelrisalit, Pilaster und Einfassungen in Naturstein, von Franz Joseph Roth, 1729–31, nach Kriegszerstörung (nördlicher Querhausarm) Wiederaufbau 1945–1953; mit Ausstattung. |
| weitere Bilder |                | Maria-Hilf                                  | röm.-kath.                         | Ellingen                                                                            | 18. Jh. 1731                | Zentralbau, mit geschweiftem Giebel, barocke Portaleinfassung, Nischenfigur des Erzengels Michael über dem Portal, mit rustizierten Ecklisenen und Pilastern, von Franz Joseph Roth, 1731; mit Ausstattung. |
| weitere Bilder |                | St. Johannes der Täufer                     | ev.-luth.                          | Weißenburg in Bayern Emetzheim                                                      | 19. Jh. 1853                | Chorturmbau, neuromanisch, Turm mit Spitzhelm, 1853 an Stelle eines älteren Kirchenbaus; mit Ausstattung. |
| weitere Bilder |                | St. Johannis                                | ev.-luth.                          | Ettenstatt                                                                          | 15. Jh. 1480                | Chorturmkirche, spätgotische Anlage um 1480, im Laufe des 17./18. Jahrhunderts mehrere Änderungen, barockisiert 1750, Erweiterung der Fenster 1848, Chorturm mit Helmkappe; mit Ausstattung. |
| weitere Bilder |                | St. Nikolaus                                | ev.-luth.                          | Höttingen Fiegenstall                                                               | 15. Jh. 1400                | Chorturmkirche, Chorturmanlage um 1400, 1598 erneuert, Umbauten 1662, 1705, 1736, 1762, viergeschossiger Chorturm mit Spitzhelm; mit Ausstattung. Mit Friedhofsummauerung, zum Teil mittelalterlich. |
| weitere Bilder |                | Kapelle Frickenfelden                       | ev.-luth.                          | Gunzenhausen Frickenfelden                                                          | 19. Jh. 1880                | Ehem. Gemeinde- und Spritzenhaus, seit 1996 Kapelle, mit dreigeschossigem Turm mit Spitzhelm, mit Putzgliederung, 1880. |
| weitere Bilder |                | St. Nikolaus                                | röm.-kath.                         | Nennslingen Gersdorf                                                                | 18. Jh. 1737                | Chorturmkirche, Turmabschluss mit Kuppelhaube mit Aufsatz, mit Ecklisenen, nach Plänen von Gabriel de Gabrieli, 1737; mit Ausstattung. |
|                |                | St. Bartholomäus                            | ev.-luth.                          | Bergen Geyern                                                                       | 14./15. Jh.                 | Chorturmkirche, spätgotische Anlage des 14./15. Jahrhunderts, ausgebaut im 17./18. Jahrhundert, Turm mit Eckquaderungen und Zeltdach; mit Ausstattung. Kirchhofbefestigung, 18./19. Jahrhundert. |
| weitere Bilder |                | St. Michael                                 | röm.-kath.                         | Gnotzheim                                                                           | 18. Jh. 1699– 1702          | Kath. Pfarrkirche St. Michael, Saalkirche mit Westturm, barocker Neubau, Turm mit Pilaster- und Geschossgliederung, mit Zwiebelhaube, 1699–1702; mit Ausstattung; ehem. Friedhof mit Friedhofsmauer, 18./19. Jh. und Pfeilergitterzaun, Ende 19. Jh., mit Grabdenkmälern des 18./19. Jh. |
|                |                | St. Georg                                   | röm.-kath.                         | Gnotzheim                                                                           | 18. Jh. 1725–27             | Kath. Kirche St. Georg, Saalkirche, barocker Neubau, Dachreiter mit Zwiebelhaube, von Francesco de Gabrieli, 1725–27, bez. 1727; mit Ausstattung. |
| weitere Bilder |                | St. Kunigund                                | ev.-luth.                          | Treuchtlingen Graben                                                                | 15. Jh.                     | Saalraum mit eingezogenem Chor, über Westfassade Turm mit Spitzhelm, 15. Jahrhundert, Umbau um 1600, mit Ausstattung. |
|                |                | St. Marien                                  | röm.-kath.                         | Pleinfeld Gündersbach (49° 5′ 33,9″ N, 10° 56′ 30,4″ O)                             | 20. Jh. 1912                | Die der Maria geweihte Kapelle steht in der Mitte des Weilers nahe dem Anwesen Hausnummer 4 auf einer Höhe von 418 m ü. NHN. Die Kapelle ist ein Satteldachbau mit Eingangsvorbau und Jugendstil-Tür und einem Dachreiter mit kleiner Zwiebelhaube. Altar frühes 18. Jahrhundert, Engelsstatuetten, Schutzmantelmadonna, Ölbild des hl. Wendelin, Ewiges Licht. |
|                |                | St. Michael                                 |                                    | Pleinfeld Gündersbach (49° 5′ 38,1″ N, 10° 56′ 38″ O)                               | 20. Jh. 1912                | Kleiner massiver Satteldachbau, 18. Jahrhundert, mit Ausstattung. |
| weitere Bilder |                | St. Bartholomäus                            | ev.-luth.                          | Theilenhofen Gundelsheim an der Altmühl                                             | 20. Jh. 1905/08             | Chorturmkirche, Turm mittelalterlich, Langhaus neuromanisch 1905/08; mit Ausstattung. |
| weitere Bilder |                | St. Ulrich                                  | röm.-kath.                         | Treuchtlingen Gundelsheim (Treuchtlingen)                                           | 17. Jh. 1650                | Chorturmkirche, Turm mit achteckigem Obergeschoss und Zwiebelhaube, erbaut 1650, 1736 erneuert, barockisiert und nach Westen erweitert, mit Ausstattung. |
| weitere Bilder | weitere Bilder | St. Mariä Virginis                          | ev.-luth.                          | Gunzenhausen                                                                        | 13. Jh.                     | Evang.-Luth. Stadtpfarrkirche Mariä Virginis, dreischiffige Staffelhallenkirche mit eingezogenem Chor, südlich an Chor Turm mit Spitzhelm, Turmuntergeschosse frühes 13. Jh., Chor von Baumeister Endres I Embhardt von Kempten 1448–61, Langhaus und Turmobergeschosse 1469–96, um 1569 Emporeneinbauten, 1706/07 westliche Giebelwand, einheitliches Satteldach, Lattengewölbe, weitere Emporeneinbauten, 1850 neugotische Erneuerung; mit Ausstattung. |
| weitere Bilder |                | St. Marien                                  | röm.-kath.                         | Gunzenhausen                                                                        | 20. Jh. 1959/ 1960          | Klar gegliederter Saalbau mit halbkreisförmiger Apsis, Vorhof mit freistehendem Glockenturm, Naturstein der Gundelsheimer Kalksteinbrüche, von Josef Elfinger, 1959/60, 1960 geweiht; mit Ausstattung (u. a. spätgotische Teile, Buntverglasung mit Gläsern der Waldsassener Glashütte sowie Hochaltar, Ambo, Taufstein und Doppelengel an der Nordwand von Blasius Gerg). |
| weitere Bilder |                | Heiliger Geist                              | ev.-luth.                          | Gunzenhausen                                                                        | 14. Jh. 1353                | Saalraum mit Chor, über Chor achteckiger Dachreiter mit Kuppelhaube und Laterne, Weihe 1353, nachgotische Erneuerung 1611, barocke Erneuerung 1700/02; mit Ausstattung. |
|                |                |                                             | NAK                                | Gunzenhausen Reutbergstraße 32                                                      | 21. Jh.                     | Moderne, neuapostolische Saalkirche mit Ausstattung. |
|                |                | Evangelisch-Freikirchliche Kirche           | Baptisten                          | Gunzenhausen Schlungenhof (49° 7′ 34,5″ N, 10° 44′ 56,9″ O)                         |                             | |
|                |                | Kirche der Siebenten-Tags-Adventisten       | Siebenten-Tags-Adventisten         | Gunzenhausen(49° 7′ 10″ N, 10° 45′ 12,2″ O)                                         |                             | |
|                |                | Königreichssaal Zeugen Jehovas              | Zeugen Jehovas                     | Gunzenhausen Schlungenhof (49° 7′ 38,4″ N, 10° 45′ 13,1″ O)                         |                             | |
| weitere Bilder |                | St. Wolfgang                                | ev.-luth.                          | Haundorf                                                                            | 15. Jh. 1458                | Saalkirche, Langhaus mit eingezogenem Chor, bezeichnet „1458“ (im Inneren), viergeschossiger Turm 16. Jahrhundert, das Innere 1706 barockisiert, Turmobergeschoss 1711, Sandsteinquader, Westturm mit Spitzhelm; mit Ausstattung. |
| weitere Bilder |                | St. Katharina                               | röm.-kath.                         | Heidenheim Hechlingen am See (48° 58′ 46,2″ N, 10° 44′ 31,6″ O)                     | 15. Jh.                     | Teile von Chor und Langhaussüdwand, 1. Hälfte 15. Jahrhundert, Ruine seit 1760. |
| weitere Bilder |                | St. Lucia und Ottilie                       | ev.-luth.                          | Heidenheim Hechlingen am See (48° 58′ 38,9″ N, 10° 43′ 59,1″ O)                     | 15. Jh. 1491                | Chorturmkirche, Turm 1491, Langhaus und Treppentürme in neugotischen Formen nach Plänen von Wilhelm Langenfaß durch Gustav Renner, Gunzenhausen, 1868–1872, Turm mit Spitzhelm; mit Ausstattung |
| weitere Bilder | weitere Bilder | St. Wunibald                                | ev.-luth.                          | Heidenheim (49° 4′ 24,7″ N, 10° 56′ 30,2″ O)                                        | 12. Jh. 1170– 1200          | Ehemalige Kloster-, seit 16. Jahrhundert evangelisch-lutherische Pfarrkirche, Basilika, romanische Pfeilerbasilika 1170–1200 mit gleichzeitigem Narthex, Chor 1340–63 neu erbaut, südliches Seitenschiff und südlicher Querhausarm im 1729/30 erneuert, West-Doppelturmfassade 1859–67; mit Ausstattung. |
| weitere Bilder |                | St. Wunibald                                | ev.-luth.                          | Heidenheim (49° 4′ 24,7″ N, 10° 56′ 30,2″ O)                                        | 8. Jh. 752 gegr.            | Kreuzgang 1481–87 mit Alter Sakristei, ehemaliges Dormitorium, ehemaliger Kapitelsaal, letzterer 1887 verändert durch Einbau der katholischen Kapelle, West- und Nordflügel 1722–30 ausgebaut und überbaut als ansbachische Amtshäuser; mit Ausstattung der Kapelle |
| weitere Bilder |                | St. Oswald                                  | ev.-luth.                          | Ellingen Hörlbach (49° 4′ 24,7″ N, 10° 56′ 30,2″ O)                                 | 14. Jh.                     | Chorturmkirche, Turm mit Spitzhelm, Chorturm 14. Jahrhundert, Turmobergeschoss 18. Jahrhundert, Langhausumbau 1711, auf der Nordseite 1913 erweitert, Sakristei 1835; mit Ausstattung. Ursprünglich Wehrkirche. |
| weitere Bilder |                | St. Johannes                                | ev.-luth.                          | Höttingen                                                                           | 17. Jh.                     | Chorturmkirche, Turmuntergeschoss mittelalterlich, Obergeschoss 18. Jahrhundert, Langhaus 17. Jahrhundert, Turm mit Kuppelhelm und Spitze; mit Ausstattung; Kirchhofummauerung, alter Teil, 18./19. Jahrhundert, mit eingelassenen Grabsteinen des 19. Jahrhunderts. |
| weitere Bilder |                | St. Johannes der Täufer                     | ev.-luth.                          | Heidenheim Hohentrüdingen (48° 58′ 38,9″ N, 10° 43′ 59,1″ O)                        | 15. Jh. 1491                | Klassizistischer Saal, 1817–19, 1966 erneuert; mit Ausstattung. Turm: ehemaliger Bergfried der Burg Hohentrüdingen, massiger Buckelquaderturm mit polygonalem Turmaufsatz, 18. Jahrhundert, seit 1819 Kirchturm; evangelisch-lutherische Pfarrkirche St. Johannes d. Täufer. |
|                |                | Wegkapelle                                  | ev.-luth.                          | Gunzenhausen Höberg (49° 8′ 11,2″ N, 10° 40′ 30,8″ O)                               | 18. Jh.                     | Wegkapelle, kleiner Massivbau mit Satteldachabschluss, 18. Jh.; gegenüber Haus Nr. 13. |
| weitere Bilder |                | Herz Jesu                                   |                                    | Pleinfeld Hohenweiler (49° 8′ 8,3″ N, 10° 59′ 11,9″ O)                              | 19. Jh. 1870                | Kleiner Satteldachbau mit Dachreiter, Sandsteinquader, Ende 19. Jahrhundert, mit Ausstattung. |
| weitere Bilder |                | St. Margaretha                              | ev.-luth.                          | Weißenburg in Bayern Holzingen                                                      | 14. Jh.                     | Chorturmkirche, Turmuntergeschoss 14. Jahrhundert, Langhaus 15./16. Jahrhundert, Turmobergeschoss spätes 17. Jahrhundert, Turm mit Spitzhelm; mit Ausstattung. |
| weitere Bilder |                | St. Leonhard und Nikolaus                   | ev.-luth.                          | Westheim Hüssingen                                                                  | 12. Jh.                     | Chorturmkirche, Turm im Kern wohl zweite Hälfte 12. Jahrhundert, 1683 erneuert, Langhaus 1725, hölzerner äußerer Emporenaufgang 1923; mit Ausstattung. |
| weitere Bilder |                | St. Marien und Christophorus (Rieterkirche) | ev.-luth.                          | Absberg Kalbensteinberg                                                             | 18. Jh. 1464– 1488          | Saalkirche, ehemaliger Wallfahrtsort, Gruftkirche der Rieter von Kornburg, reich an Kunstschätzen, darunter gotischer Palmesel (um 1470), russische Ikone. Umbau im 17. Jahrhundert. Meist nur Rieterkirche genannt. Ursprünglich Wehrkirche. |
| weitere Bilder |                | St. Nikolaus                                | ev.-luth.                          | Bergen Kaltenbuch                                                                   | 15. Jh. 1494                | Chorturmkirche, Turm mit Kuppelhaube, erbaut 1716; mit Ausstattung; Mit Kirchhofmauer, alter Teil, wohl 18. Jahrhundert. |
| weitere Bilder |                | St. Magnus                                  | ev.-luth.                          | Weißenburg in Bayern Kattenhochstatt                                                | 19. Jh. 1875                | Chorturmkirche, Chorturm mittelalterlich, neugotische Anlage von 1875 mit Aufstockung des Turmes, Turm mit Spitzhelm; mit Ausstattung. |
|                |                | St. Marien                                  | röm.-kath.                         | Pleinfeld Kleinweingarten (49° 6′ 4,7″ N, 11° 0′ 26,2″ O)                           | 19. Jh. 1874                | Kleiner Satteldachbau, Sandsteinquader, mit Dachreiter, Ende 19. Jahrhundert, mit Ausstattung. |
|                |                | St. Margaretha                              | ev.-luth.                          | Meinheim Kurzenaltheim                                                              | 15./18. Jh.                 | Chorturmkirche, Turm 15. Jahrhundert, Obergeschoss 1841, Langhaus spätmittelalterlich, wohl im 18. Jahrhundert verbreitert, nochmaliger Umbau 1847, mit Grabsteinen des 18./19. Jahrhunderts, mit Ausstattung. Kirchhofmauer mit Tor, bezeichnet „1860“. |
| weitere Bilder |                | St. Willibald                               | ev.-luth.                          | Langenaltheim                                                                       | 17. Jh. 1607/ 08            | Chorturmkirche, Turm mit Oktogon und Kuppelhelm, nach Plänen von Giacomo Righetti, 1607/08, Erneuerungen 1657 und 1797, Anbau der Südvorhalle 1938/39; mit Ausstattung. Aufgelassener Kirchhof mit Grabdenkmal von 1871. Kirchhofmauer mit drei Torbögen, der östliche bezeichnet „1830“ und in die Mauer eingelassenen. Grabsteinen des 19. Jahrhunderts. |
| weitere Bilder |                | St. Johannis                                | ev.-luth.                          | Langenaltheim                                                                       | 18. Jh. 1752– 1754          | Chorturmkirche, Turm mit breitem Spitzhelm, Neubau nach Plänen von Traugott Friedrich Schuchart, 1752–54; mit Ausstattung. |
| weitere Bilder |                | St. Sixtus                                  | ev.-luth.                          | Gunzenhausen Laubenzedel                                                            | 15. Jh. 1415                | Evang.-Luth. Pfarrkirche St. Sixtus, Saalkirche, 1415 erbaut, 1707–09 Treppenturm der Westseite und Barockisierung, Chorflankenturm, viergeschossig mit polygonalem Obergeschoss und Spitzhelm, Treppenturm mit Kuppeldach; mit Ausstattung. |
|                |                | Herz Jesu                                   |                                    | Pleinfeld Mandlesmühle (49° 7′ 31,4″ N, 10° 58′ 18,9″ O)                            | 18. Jh.                     | Heiligenhäuschen, kleine massive Ädikula mit Satteldachabschluss, 18. Jahrhundert. |
|                |                | St. Marien                                  | röm.-kath.                         | Pleinfeld Mannholz (49° 7′ 2,8″ N, 11° 4′ 1,3″ O)                                   | 19. Jh. 1873                | Satteldachbau mit Dachreiter, Sandsteinquader, 1873, mit Ausstattung. |
| weitere Bilder |                | St. Michael                                 | ev.-luth.                          | Markt Berolzheim                                                                    | 15. Jh.                     | Saalkirche, Turm und Chor Mitte 15. Jahrhundert, Langhaus im Markgrafenstil nach Plänen von Johann David Steingruber 1758/60, mit Lisenen- und Putzgliederung, Turmobergeschoss 1838 neu aufgeführt, Chorflankenturm mit Spitzhelm; mit Ausstattung. |
| weitere Bilder |                | St. Maria                                   | ev.-luth.                          | Markt Berolzheim                                                                    | 14. Jh.                     | Chorturmkirche, Anlage des späten 14. Jahrhunderts, 1688 Instandsetzung und Erweiterung des Langhauses; mit Ausstattung. |
| weitere Bilder |                | St. Wunibald                                | ev.-luth.                          | Meinheim                                                                            | 13./ 14. Jh.                | Chorturmkirche, Turm und Sakristei frühes 15. Jahrhundert, Langhaus im Kern 13./14. Jahrhundert, im 18. Jahrhundert umgebaut, Spitzhelm des Turms mit buntglasierten Ziegeln 1840, mit Ausstattung. |
| weitere Bilder |                | St. Otto                                    | röm.-kath.                         | Pleinfeld Mischelbach                                                               | 20. Jh. 1922                | Chorturmkirche, gewestete Anlage, Sandsteinquader, mit historisierenden Elementen, von Hans Pylipp, 1922, mit Ausstattung. |
| weitere Bilder |                | Mariä Himmelfahrt                           | röm.-kath.                         | Treuchtlingen Möhren                                                                | 16. Jh. 1583                | Saalbau mit eingezogenem Chor, frei stehender Turm mit Maßwerkfries und Lisenengliederung, mit Zwiebelhaube, nachgotischer Bau, 1583, barockisiert und erweitert 1672/73, Erneuerungen 1726 bis 1729, mit Ausstattung. |
|                |                | Mariä Namen                                 | röm.-kath.                         | Nennslingen                                                                         | 20. Jh. 1957–1958           | Mariä Namen ist eine römisch-katholische Filialkirche in Nennslingen. Seit 1960 eine Filialkirche der Pfarrei Pfraunfeld im Bistum Eichstätt. Architekt Walter Zischek. Mit Glasgemälde des Künstlers Emil Böhm. |
| weitere Bilder |                | Beatae Mariae Virginis                      | ev.-luth.                          | Nennslingen                                                                         | 13./14. Jh.                 | Saalkirche mit dreigeschossigem Westturm, Turm 13./14. Jahrhundert, Chor und Langhaus zweite Hälfte 15. Jahrhundert, von Geyernsche Grabkapelle, 16. Jahrhundert, Umbauten 1696 und 1858/60; mit Ausstattung. Kirchhofummauerung (ehemalige Wehrmauer), mittelalterlich, erneuert. Grabdenkmal Benkendorff, Obelisk, 1870. |
| weitere Bilder |                | St. Jakobus                                 | ev.-luth.                          | Muhr am See Neuenmuhr                                                               | 17. Jh. 1617– 1622          | Filialkirche Sankt Jakob maior und Sankt Georg Spätmittelalterliche Chorturmanlage aus saalartigem Langhaus und dreigeschossigem Turm, jeweils mit Satteldach, im Chorwinkel je ein Treppentürmchen mit Kegeldach, Langhaus und Turm verändert 1617–22, Turmbekrönung 1831, mit Ausstattung. |
|                |                | St. Jakobus                                 | ev.-luth.                          | Pappenheim Neudorf                                                                  | 15. Jh.                     | Chorturmkirche, Turm 15. Jahrhundert, Langhaus 15. und 18. Jahrhundert, Turm mit ziegelornamentverziertem Spitzhelm, mit Ausstattung. |
|                |                | St. Michael                                 | ev.-luth.                          | Pappenheim Niederpappenheim                                                         | 17. Jh.                     | Saalkirche, im 17. Jahrhundert mehrfach erneuert, 1777 Umbau, östlich Dachreiter mit Spitzhelm, mit Ausstattung. |
| weitere Bilder |                | St. Wolfgang                                | ev.-luth.                          | Gunzenhausen Oberasbach                                                             | 19. Jh. 1876– 1878          | Evang.-Luth. Filialkirche St. Wolfgang, Chorturmkirche, neugotischer Bau, Turm mit Spitzhelm, 1876–78, unter Verwendung der Chormauern einer 1460 erbauten und 1632 zerstörten Ablasskapelle; mit Ausstattung. |
| weitere Bilder |                | St. Valentin                                | röm.-kath.                         | Haundorf Obererlbach                                                                | 17. Jh.                     | Saalkirche mit Westturm, Sandsteinquaderbau, Langhaus 1486, mit Flachdecke, Chor mit Strebepfeilern nachgotisch, 17. Jahrhundert, Chorwölbung 19. Jahrhundert, Turm neugotisch 1892, mit Spitzhelm; mit Ausstattung. |
| weitere Bilder |                | St. Martin                                  | ev.-luth.                          | Weißenburg in Bayern Oberhochstatt                                                  | 12. Jh. 1185                | Spätmittelalterliche Chorturmkirche, niedriges Langhaus mit Satteldach und massiver Rechteckturm mit oktogonalem Aufsatz und Helmdach mit spindelförmiger Spitze, im Kern spätmittelalterlich, erneuert und erhöht 1718, mit Ausstattung. |
| weitere Bilder |                | St. Erhart                                  | ev.-luth.                          | Pappenheim Osterdorf                                                                | 16. Jh.                     | Chorturmkirche, Turm im Kern wohl mittelalterlich, mit Spitzhelm, 1536 errichtet, erneuert 1733, 1922, 1965, mit Ausstattung. |
| weitere Bilder |                | St. Maria                                   | ev.-luth.                          | Westheim Ostheim                                                                    | 14. Jh.                     | Chorturmkirche, spätes 14. Jahrhundert, 1897/98 neugotisch vergrößert, Turm spätes 14. Jahrhundert, Obergeschoss Anfang 17. Jahrhundert, Spitzhelm 1832; mit Ausstattung. |
| weitere Bilder |                | St. Otmar                                   | röm.-kath.                         | Höttingen Ottmarsfeld                                                               | 12. Jh.                     | Saalkirche, im Kern romanische Anlage aus der zweiten Hälfte des 12. Jahrhunderts, Renovierung und Ausbau 1603 und 1670/80, mit Dachreiter; mit Ausstattung. Ursprünglich Wehrkirche. |
| weitere Bilder |                | St. Gallus                                  | ev.-luth.                          | Pappenheim                                                                          | 9. Jh.                      | Dreischiffiger frühmittelalterlicher Kirchenbau, im Kern 9. Jahrhundert, Ostgiebel Fachwerk (um 1450), mit mächtigem Satteldachturm, ausgebaut im 13.–15. Jahrhundert, mit Ausstattung. |
| weitere Bilder |                | St. Marien                                  | ev.-luth.                          | Pappenheim                                                                          | 15. Jh. 1476                | Saalraum mit Chor, über Westfassade Turm mit Spitzhelm, spätgotischer Bau, 1476, Barockisierung (Innenausstattung) 1680 bis 1728, Flachdecke des Langhauses 1832, mit Ausstattung, mit Fragmenten der Stadtmauer. |
| weitere Bilder |                | ehem. Synagoge                              | jüd.                               | Pappenheim                                                                          | 19. Jh. 1811                | Die im Jahr 1811 erbaute Synagoge wurde bis Anfang der 1930er Jahre als Gotteshaus genutzt. Nach Auflösung der jüdischen Gemeinde im Jahr 1935 wurden die Ritualien an die jüdische Gemeinde in Treuchtlingen gegeben, wo sie beim Novemberpogrom 1938 zerstört wurden. Das Synagogengebäude in Pappenheim wurde 1937 an die Stadt verkauft. Im Jahr 1954 wurde die ehemalige Synagoge zu einem Feuerwehrhaus umgebaut. |
| weitere Bilder |                | Mariä Himmelfahrt                           | röm.-kath.                         | Pappenheim                                                                          | 19. Jh. 1886– 1890          | Dreischiffige Pfeilerbasilika mit angefügter Apsis, südwestlich Chorflankenturm mit Spitzhelm, neuromanisch, nach Plänen von Friedrich Niedermayer, 1886–1890, mit Ausstattung. |
| weitere Bilder |                | St. Spiritus St. Augustinus                 |                                    | Pappenheim                                                                          | 14. Jh.                     | Gestiftet 1372, 1570 säkularisiert, hoher Saalbau mit langgezogenem Chor, 15. Jahrhundert, Umbau 1493, 1674 und 1700 barockisiert und neugestaltet, mit Ausstattung. |
| weitere Bilder |                | St. Laurentius                              | ev.-luth.                          | Gunzenhausen Pflaumfeld                                                             | 14./ 15. Jh.                | Evang.-Luth. Kirche St. Laurentius, mittelalterliche Chorturmkirche, Langhaus mit Satteldach, Turm mit Spitzhelm, Turm 14./15. Jh., Langhaus erneuert 1853/54 und 1936; mit Ausstattung. |
| weitere Bilder |                | St. Michaels                                | ev.-luth.                          | Pfofeld                                                                             | 12. Jh.                     | Chorturmkirche, kleiner romanischer Bau, durch Otto von Bamberg 1102–39 gegründet, 1734 Verlängerung des Schiffes, Erneuerung des Daches, Emporeneinbau, Vergrößerung der Fenster, 1793 Turmobergeschoss mit Spitzhelm, mit Ausstattung. Ursprünglich Wehrkirche. |
| weitere Bilder |                | St. Nikolaus                                | röm.-kath.                         | Burgsalach Pfraunfeld                                                               | 20. Jh. 1910/ 1911          | Saalkirche, mit Chorflankenturm, in historisierenden Formen, von Friedrich Niedermayer, 1910/11; mit Ausstattung; mit Einfriedung des Vorplatzes, Jugendstil. |
| weitere Bilder |                | St. Petrus                                  | ev.-luth.                          | Pleinfeld                                                                           | 19. Jh. 1883/ 1884          | Saalkirche, neugotischer Kirchenbau mit Westturm, Turm mit Spitzhelm, von Peter Schmidt, 1883/84, mit Ausstattung. |
| weitere Bilder |                | Sieben Schmerzen Marias                     |                                    | Pleinfeld (49° 6′ 25,4″ N, 10° 59′ 5,3″ O)                                          | 18./ 19. Jh.                | Kapelle der Sieben Schmerzens Mariens. Kleiner massiver Satteldachbau, 18./19. Jahrhundert. |
| weitere Bilder |                | St. Nikolaus                                | röm.-kath.                         | Pleinfeld                                                                           | 18. Jh. 1767/ 1768          | Basilikale Anlage, dreischiffiger Bau, von Domenico Maria Salle, 1767/68, auf romanischer Grundlage, mit Erweiterung von Friedrich Haindl, 1931/33, südöstlich Turm mit Helm und Laterne, mit Ausstattung. |
|                |                | Christuskapelle                             |                                    | Pleinfeld (49° 6′ 38,1″ N, 10° 59′ 35,1″ O)                                         | 18. Jh.                     | Kleiner Massivbau mit Satteldach, 18. Jahrhundert. |
|                |                | Königreichssaal Zeugen Jehovas              | Zeugen Jehovas                     | Pleinfeld (49° 6′ 36,8″ N, 10° 59′ 3,1″ O)                                          | 20. Jahrhundert             | |
|                |                | Herz-Jesu-Kapelle                           | röm.-kath.                         | Pleinfeld (49° 6′ 35,3″ N, 10° 58′ 50,1″ O)                                         | 19. Jh. 1867                | Das Bauwerk ist ein kleiner massiver Bau mit Flachsatteldach und wurde 1867 im Auftrag von Theresia Albrecht, geborene Veit, errichtet. Innen befinden sich ein Gemälde Jesu Christi und ein kleines hölzernes Kreuz. |
| weitere Bilder |                | St. Nikolaus                                | ev.-luth.                          | Polsingen                                                                           | 16. Jh. 1595/ 1596          | Chorturmkirche, 1595/96 errichtet, Barockisierung des Turmes 1755 nach Plan von Johann David Steingruber, Turm mit Kuppelhaube, mit Ausstattung, Kirchhofmauer mit Torbogen, bezeichnet „1594“, Grabdenkmal von Wöllwarth, 1844. |
| weitere Bilder |                | St. Blasius                                 | röm.-kath.                         | Raitenbuch                                                                          | 19. Jh. 1889– 1897          | Saalkirche, Turm mittelalterlich mit barockem Obergeschoss, aufwendiger neugotischer Langhausbau, von Friedrich Niedermayer, Regensburg, 1889–97, Turm mit Spitzhelm, mit Ausstattung, Kirchhof mit Mauer und Grabsteinen, 16.–19. Jahrhundert. Ursprünglich Wehrkirche. Ursprünglich Wehrkirche. |
| weitere Bilder |                | St. Josef                                   | röm.-kath.                         | Pleinfeld Ramsberg am Brombachsee                                                   | 19. Jh. 1887/ 1888          | Saalkirche, in historisierenden neuromanischen Formen, Nordfassade mit Turm, mit kleiner spitzer Haube, nach Plänen des Bezirksbaumeisters Gutmann, 1887/88, mit Ausstattung. |
| weitere Bilder |                | St. Laurentius                              | ev.-luth.                          | Langenaltheim Rehlingen                                                             | 18. Jh. 1752                | Chorturmkirche, Turmuntergeschoss romanisch, Obergeschoss und Langhaus 1752, letzteres über mittelalterlichem Kern; Ursprünglich Wehrkirche; mit Ausstattung. Aufgelassener Kirchhof mit Grabdenkmälern des 19. Jahrhunderts. Ummauerung mit zwei Torbögen, mittelalterlich und 19./20. Jahrhundert. |
| weitere Bilder |                | St. Pantaleon                               | röm.-kath.                         | Raitenbuch Reuth am Wald                                                            | 17./ 18. Jh.                | Chorturmkirche, Chorturmuntergeschoss mittelalterlich, Obergeschoss mit Zeltdach und Langhaus 17./18. Jahrhundert, mit Ausstattung, Kirchhofmauer, teilweise Bruchstein, wohl 17./18. Jahrhundert. |
| weitere Bilder |                | St. Marien                                  | ev.-luth.                          | Ettenstatt Reuth unter Neuhaus                                                      | 18. Jh. 1748                | Chorturmkirche, Turmuntergeschoss spätmittelalterlich, Erneuerung des Langhauses unter Leitung von Traugott Friedrich Schuchart 1748, Veränderungen 1840, Chorturm mit Spitzhelm; mit Ausstattung. |
| weitere Bilder |                | St. Emmeram                                 | ev.-luth.                          | Dittenheim Sammenheim                                                               | 18. Jh. 1756– 1762          | Markgrafenkirche, Chorturmanlage, mit Lisenengliederung, Turm mit Kuppelhaube, unter Verwendung von Teilen des Vorgängerbaus nach Plänen von Johann David Steingruber 1756–1762; mit Ausstattung. |
| weitere Bilder |                | St. Ägidius                                 | röm.-kath.                         | Raitenbuch Sankt Egidi                                                              | 18. Jh.                     | Halbrund geschlossener Saalbau, turmlos, mit kleinem Dachreiter, Anfang 18. Jahrhundert, mit Ausstattung. |
|                |                | Dreifaltigkeit                              |                                    | Pleinfeld Sankt Veit (49° 5′ 52,8″ N, 10° 57′ 31,1″ O)                              | 20. Jh. 1901                | Kleine rechteckige Nischenanlage mit Satteldachabschluss, um 1900, mit Altarbild bezeichnet „1901“, am Waldrand. |
| weitere Bilder |                | St. Vitus                                   | röm.-kath.                         | Pleinfeld Sankt Veit                                                                | 18. Jh. 1786                | Saalkirche, mit hohem Dachreiter, nach Plänen des Konstanzer Baumeisters Pickel, um 1786, mit Ausstattung, Grabstein, 1829, eingelassen in die westliche Kirchhofmauer. |
|                |                | St. Nepomuk                                 |                                    | Pleinfeld Sankt Veit (49° 6′ 6,3″ N, 10° 57′ 22,5″ O)                               | 18. Jh.                     | Kleiner massiver Satteldachbau, 18. Jahrhundert, mit Ausstattung. |
| weitere Bilder |                | St. Michael                                 | ev.-luth.                          | Dittenheim Sausenhofen                                                              | 19. Jh. 1865/ 1868          | Chorturmkirche, einheitlicher neugotischer Bau unter teilweiser Einbeziehung des spätgotischen Vorgängerbaus, Sandsteinquader, Turmhelm mit farbig glasierten Ziegeln, 1865/68; mit Ausstattung. |
| weitere Bilder |                | St. Willibald                               | ev.-luth.                          | Treuchtlingen Schambach                                                             | 14. Jh.                     | Chorturmkirche, Turm des späten 14. Jahrhunderts, mit breitem Helmdach, Langhaus 1739, mit Ausstattung. Ursprünglich Wehrkirche. |
|                |                | St. Michael                                 | röm.-kath.                         | Pleinfeld Seemannsmühle (49° 7′ 13,4″ N, 11° 0′ 9,3″ O)                             | 18. Jh.                     | Kleiner massiver Satteldachbau mit Blendgiebel und Nischenfigur, 18. Jahrhundert, mit Ausstattung. |
| weitere Bilder |                | St. Sola                                    | röm.-kath.                         | Solnhofen                                                                           | 20. Jh. 1904/ 1905          | Chorturmkirche in neuromanischen und neugotischen Formen, einschiffiger Bruchsteinbau mit Außentreppenanlage, Chorturm mit Satteldach, nach Entwurf von Friedrich Niedermayer, Regensburg, 1904/05, mit Ausstattung. |
| weitere Bilder |                | Sola-Basilika                               |                                    | Solnhofen                                                                           | 9. Jh. 819/ 840             | Fragmente einer dreischiffigen Basilika mit erhöhtem Chor und Krypta über vier älteren Anlagen, 819/840. |
| weitere Bilder |                | St. Veit                                    |                                    | Solnhofen                                                                           | 18. Jh. 1783/ 1785          | Saalbau mit Satteldach und dreiseitigem Abschluss, Fassadenturm mit Zeltdach, nach Plänen des ansbachischen Landbauinspektors Christian Karl Bruckner, 1783/85, Turm mit mittelalterlichem Kern, mit Ausstattung, Kirchhof mit Torbogen und Grabmälern des 19. Jahrhunderts. |
|                |                | St. Johannes Evangelist                     | röm.-kath.                         | Gnotzheim Spielberg                                                                 | 15. Jh. 1412                | Kleiner Saalbau, im Kern 1412, barockisiert 1732/35, mit Ausstattung. |
|                |                | Hofkapelle                                  |                                    | Gunzenhausen Steinacker (49° 4′ 26,4″ N, 10° 43′ 11,9″ O)                           | 18. Jh.                     | Wohl 18. Jahrhundert; mit Ausstattung; Daneben Wegkreuz, bezeichnet „1931“. |
| weitere Bilder |                | St. Peter                                   | ev.-luth.                          | Gunzenhausen Stetten                                                                | 14. Jh.                     | Evang.-Luth. Pfarrkirche St. Peter, Chorturmkirche, Turmuntergeschoss 14. Jh., Obergeschoss 1615, Langhaus 1564/68, erweitert 1822/23, Turm mit Spitzhelm; mit Ausstattung. Ursprünglich Wehrkirche. |
| weitere Bilder |                | Mariä Heimsuchung                           | röm.-kath.                         | Pleinfeld Stirn                                                                     | 17. Jh. 1651/ 1652          | Saalkirche, im Kern mittelalterlich, 1651/52 sowie nach Brand 1687, nach Plänen des Eichstätter Hofbaumeisters Jakob Engel, wiederhergestellt und vergrößert, Choranbau 1895, Erweiterung, nach Plänen von Franz Kießling, 1972–1976, mit Ausstattung, Kirchhofmauer, in Teilen wohl mittelalterlich. Ursprünglich Wehrkirche. |
| weitere Bilder | weitere Bilder | St. Augustinus                              | röm.-kath.                         | Ellingen Stopfenheim (49° 4′ 17,1″ N, 10° 53′ 20,3″ O)                              | 18. Jh. 1773– 1775          | Saalkirche, Spätrokoko-Anlage, östlich Schaufront mit Einturmfassade, Turm mit Kuppelhaube mit Laterne, von Matthias Binder, 1773–75, Bildhauerarbeiten der Fassade von Leonhard Meyer; mit Ausstattung. |
|                |                | Wegkapelle                                  |                                    | Ellingen Stopfenheim (49° 4′ 20″ N, 10° 53′ 40,9″ O)                                | 19. Jh. 1820                | Kleiner Rechteckbau mit Satteldach, nach 1820. |
|                |                | Wegkapelle                                  |                                    | Ellingen Stopfenheim (49° 4′ 22,2″ N, 10° 53′ 17,5″ O)                              | 18. Jh.                     | 18. Jahrhundert; an der Straße nach Dorsbrunn. |
| weitere Bilder |                | St. Michael                                 | ev.-luth.                          | Weißenburg in Bayern Suffersheim                                                    | 18. Jh. 1722/ 1723          | Chorturmkirche, 1722/23, auf mittelalterlicher Grundlage, Spitzhelm 1853 erneuert, dreifarbige Ziegeleindeckung 1913, mit Ausstattung. Ursprünglich Wehrkirche. |
| weitere Bilder |                | St. Bartholomäus                            | ev.-luth.                          | Pfofeld Thannhausen                                                                 | 16. Jh.                     | Ehemalige Chorturmkirche, Saalbau in neugotischen Formen, mit Satteldach und Natursteingliederung, Turm mit Kuppelhelm, Turmuntergeschoss 16. Jahrhundert, Neubau 1896, mit Ausstattung. |
| weitere Bilder |                | St. Agatha                                  | ev.-luth.                          | Theilenhofen                                                                        | 15. Jh. 1423                | Chorturmkirche, Turm 1423, angeblich auf römischem Wachturm-Rest, mit Spitzhelm, Langhaus 1722; mit Ausstattung. Ursprünglich Wehrkirche. |
| weitere Bilder |                | St. Georg                                   | ev.-luth.                          | Polsingen Trendel                                                                   | 17. Jh. 1668                | Saalkirche, erbaut 1668, Turm im Kern mittelalterlich, Langhaus 1725/26 erweitert, Kirchhofmauer, südlicher Abschnitt, 18./19. Jahrhundert, mit Ausstattung. |
| weitere Bilder |                | Marienkirche                                | röm.-kath.                         | Treuchtlingen                                                                       | 20. Jh. 1934                | Saalbau mit eingezogenem Altarraum und Westturmwand, Bruchstein, angebautes Pfarrhaus mit Gartenummauerung und Nebengebäuden, Bruchstein, von Georg W. Buchner, 1934, mit Ausstattung. |
| weitere Bilder |                | St. Lambert                                 | röm.-kath.                         | Treuchtlingen                                                                       | 13. Jh.                     | Saalkirche mit westlichem Fassadeneingangsturm mit Kuppelhaube, 13. Jahrhundert, Turmobergeschoss 1601, Langhaus 1733/34 nach Plänen von Anton Brunthaler und des Baumeisters Leinhart erneuert; mit Ausstattung. |
|                |                | Evangelische Freikirche                     | Christen-Mennoniten-Brüdergemeinde | Treuchtlingen (48° 57′ 20,4″ N, 10° 54′ 18,8″ O)                                    |                             | |
| weitere Bilder |                | Beatae Mariae Virginis                      | ev.-luth.                          | Treuchtlingen                                                                       | 18. Jh. 1757                | Saalkirche, westlicher Fassadeneingangsturm mit Kuppelhelm mit Spitzkegel, Markgrafenstil, von Johann David Steingruber, 1757, 1893 verlängert, mit Ausstattung. |
| weitere Bilder |                | St. Emmeram                                 | ev.-luth.                          | Alesheim Trommetsheim                                                               | 18. Jh. 1702                | Chorturmkirche, Turm mittelalterlich, Langhaus gotisch, 1702 umgebaut, Turm mit Spitzhelm; mit Ausstattung; mit Kirchhofummauerung, 18./19. Jahrhundert. Ursprünglich Wehrkirche. |
|                |                | St. Georg                                   |                                    | Pappenheim Übermatzhofen                                                            | 15. Jh. 1466                | Saalbau mit Satteldach und polygonalem Dachreiter mit Spitzhelm, Chor dendrochronologisch datiert 1466, Umbauten 17. und 18. Jahrhundert, mit Ausstattung. Sogenannter Druidenstein, wohl mittelalterlich, vor der Kirche. |
|                |                | St. Michael                                 | ev.-luth.                          | Gunzenhausen Unterasbach                                                            | 15. Jh.                     | Evang.-Luth. Pfarrkirche St. Michael, Chorturmkirche, Turmuntergeschoss 15. Jh., Obergeschoss 1752/54 nach Plan von Johann David Steingruber, Langhaus wohl 1707 erneuert, Turm mit Kuppelhelm mit Spitze; mit Ausstattung; Friedhofsmauer, Ost- und Nordseite sowie Torbogen, 18./19. Jh. Ursprünglich Wehrkirche. |
| weitere Bilder |                | St. Jodokus                                 | ev.-luth.                          | Gunzenhausen Unterwurmbach                                                          | 15. Jh.                     | Evang.-Luth. Kirche St. Jodokus, Saalkirche mit zweijochigem Chor, spätgotische Anlage Mitte 15. Jh., Umbauten 18. Jh. und 1848, Westturm mit Spitzhelm neugotisch, 1862; mit Ausstattung. |
| weitere Bilder |                | St. Wunibald                                | ev.-luth.                          | Polsingen Ursheim                                                                   | 19. Jh. 1841                | Saalkirche, neuromanischer Bau, Westfassade mit turmförmigem Dachreiter, 1841, mit Ausstattung. |
| weitere Bilder |                | St. Hieronymus                              | ev.-luth.                          | Alesheim Wachenhofen                                                                | 18. Jh.                     | Chorturmkirche, Chorturmuntergeschoss wohl mittelalterlich, Obergeschoss 18. Jahrhundert, Turm mit Spitzhelm, Langhaus neugotisch, nach Plänen von Wilhelm Langenfaß, 1870/71; mit Ausstattung; Kirchhofmauer südlich der Kirche, wohl 18./19. Jahrhundert. Ursprünglich Wehrkirche. |
| weitere Bilder |                | St. Michael                                 | ev.-luth.                          | Theilenhofen Wachstein                                                              | 20. Jh. 1907/ 1908          | Chorturmkirche, Turm mit Spitzhelm, 1907/08 an Stelle eines Vorgängerbaus des 15. Jahrhunderts errichtet; mit Ausstattung. |
| weitere Bilder |                | St. Martin und Ägidius                      | ev.-luth.                          | Gunzenhausen Wald                                                                   | 18. Jh. 1722                | Evang.-Luth. Pfarrkirche, Querhausbau mit Mansarddächern und barocker Putzgliederung, unter dem Langhaus Gruft derer von Falkenhausen, im Osten rechteckiger Chorturm mit oktogonalem Aufsatz mit Spitzhelm, vor der Westfassade neubarocke, geschwungene Treppenanlage als Zugang zu den Herrschaftslogen, Turm 15. Jh., Langhaus Bauherr und Baumeister Karl Friedrich von Zocha, 1722, Treppenanlage von Christian Ruck, Nürnberg, 1928; mit Ausstattung; Kirchhof, mit Grabmälern 18.–19. Jh.; Kirchhofmauer, hohe Mauer mit Nischen und Satteldachabschluss, 18. Jh. und 1928.                                                                                                |
| weitere Bilder |                | St. Johann Baptist                          | röm.-kath.                         | Pleinfeld Walkerszell                                                               | 18. Jh. 1716                | Saalkirche, Westfassade mit Mittelrisalit, mit sechseckigem Dachreiter, vielleicht von Franz Keller, Ellingen, 1716, mit Ausstattung. |
|                |                | Marienkapelle                               |                                    | Pleinfeld Walkerszell (49° 5′ 55,1″ N, 10° 55′ 48,4″ O)                             | 18. Jh. 1713                | Kleiner massiver Walmdachbau mit vorgezogenem Dach, 1712, erweitert 1739. |
|                |                | St. Bartholomäus                            | röm.-kath.                         | Pleinfeld Walting (49° 6′ 3,8″ N, 11° 3′ 29,5″ O)                                   | 14. Jh.? mittelalt.         | Mittelalterlich, im 18. Jahrhundert ausgebaut zu zweigeschossigem Wohnhaus mit Satteldach, 1736–1741 Umbau, bezeichnet „1736“, 1820 ausgebaut zu Schulhaus, zweigeschossiger Satteldachbau. |
| weitere Bilder |                | Mariä Himmelfahrt                           | röm.-kath.                         | Pleinfeld Walting                                                                   | 14. Jh.? mittel- alt.       | Chorturmkirche, im Kern mittelalterliche Anlage, ausgebaut und erneuert im 18. Jahrhundert, Turmobergeschoss mit Spitzhelm 1874, mit Ausstattung. Ursprünglich Wehrkirche. |
|                |                | St. Bartholomäus                            |                                    | Pleinfeld Walting (49° 6′ 22,9″ N, 11° 3′ 36,1″ O)                                  | 19. Jh.                     | Sandsteinquaderbau mit einfachem Ziergiebel, Satteldach rückwärtig abgewalmt, Ende 19. Jahrhundert. |
|                |                | Nicklhanslkapelle                           |                                    | Pleinfeld Walting (49° 6′ 8,7″ N, 11° 3′ 52,2″ O)                                   | 19. Jh. 1870/ 1880          | Kleiner Sandsteinquaderbau mit Satteldach, einseitig abgewalmt, um 1870/80. |
|                |                | Härtleinkapelle                             |                                    | Pleinfeld Walting (49° 6′ 3,3″ N, 11° 3′ 32,8″ O)                                   | 20. Jh. 1918                | Kleiner Sandsteinquaderbau mit einseitig abgewalmtem Dach, Staffelgiebel, 1918. |
| weitere Bilder |                | St. Nikolai                                 | röm.-kath.                         | Höttingen Weiboldshausen                                                            | 18. Jh. 1760                | Saalkirche, Turm im Kern mittelalterlich, Obergeschoss mit Helmkuppel nach Plänen von Johann David Steingruber, 1760, Langhaus 1761/64; mit Ausstattung. Hohe Kirchhofmauer, bezeichnet „1804“ und „1909“, mit Eisenzaun. |
|                |                | Kapelle                                     |                                    | Gnotzheim Weilerau (49° 4′ 4,7″ N, 10° 42′ 6,3″ O)                                  | 18. Jh.                     | Kapelle, kleiner massiver Satteldachbau, 18. Jh.; mit Ausstattung. |
| weitere Bilder |                | St. Vitus                                   | ev.-luth.                          | Weißenburg in Bayern Weimersheim                                                    | 14. Jh.? mittel- alt.       | Chorturmkirche, mittelalterlich, Turm 1706 erhöht, Langhaus 1738 erweitert, Turm mit Spitzhelm, mit Ausstattung. |
| weitere Bilder |                | Heiliger Geist                              |                                    | Weißenburg in Bayern                                                                | 15. Jh. 1460                | Saalkirche, spätgotischer Bau um 1460, 1729 von Gabriel de Gabrieli barockisiert; mit Ausstattung. Die spätgotische und im Inneren barockisierte Kirche besteht aus einem einschiffigen Langhaus mit eingezogenem, fünfseitig geschlossenem Chor. Südlich des Chors schließt sich die Sakristei an. Das an der Nordseite dreiachsig gegliederte Langhaus ist bis auf die beiden Portale schmucklos. Im Chor befinden sich in den Ecken runde Strebepfeiler, deren Kapitelle mit Tartschen haltenden Engeln geziert sind. Durch den Bau des Chors entstand eine Achsenverschiebung zwischen Langhaus und Chor von 2°, ähnlich wie an der Weißenburger Stadtpfarrkirche St. Andreas. |
| weitere Bilder |                | St. Willibald                               | röm.-kath.                         | Weißenburg in Bayern                                                                | 19. Jh. 1869– 1871          | Hallenkirche, neugotisch, mit steinsichtiger Westfassade, Chorflankenturm mit Spitzhelm, 1869–71 von Wilhelm Langenfaß, Veränderungen 1979/80; mit Ausstattung. |
| weitere Bilder |                | Karmeliterkirche                            |                                    | Weißenburg in Bayern                                                                | 14. Jh. 1325                | Saalkirche, Chorbau und Langhaus nach 1325, spätere Erweiterung durch nördliches Seitenschiff, 1670 vollständige Renovierung, Barockisierung 1729, Langhaus im 18. Jahrhundert verändert, Sakristei 15. Jahrhundert. |
|                |                | Karmeliterkirche Ostflügel                  |                                    | Weißenburg in Bayern                                                                | 14. Jh.                     | Zweigeschossiger Bau mit Steildach, 14. Jahrhundert, mit zweigeschossigem Anbau, 1470/71 (dendrochronologisch datiert). |
| weitere Bilder |                | St. Andreas                                 | ev.-luth.                          | Weißenburg in Bayern                                                                | 13. Jh. 1294–1327           | Ehemalige Staffelhalle, im 19. Jahrhundert zur Basilika ausgebaut. Dreischiffige Langhausanlage, Weihe 1327, 1425 Hallenchor, dieser 1440–65 erneuert, Ostturm 1459–65, 1520 vollendet, 1891/92 purifizierende Restaurierung und Ausbau des Langhauses zur Basilika; mit Ausstattung einschließlich Hauptorgel, 1962/63 erbaut von der Orgelwerkstatt G. F. Steinmeyer & Co. Oettingen nach der Konzeption des Landeskirchenmusikdirektors Prof. Friedrich Högner. |
|                |                | Christus Zentrum Weißenburg                 | Pfingstgemeinde                    | Weißenburg in Bayern (49° 1′ 28,4″ N, 10° 57′ 55″ O)                                |                             | |
|                |                | Fatih Moschee                               | Islam                              | Weißenburg in Bayern (49° 1′ 25″ N, 10° 57′ 46,2″ O)                                |                             | |
|                |                | Christuskirche                              | Evangelisch-methodistische Kirche  | Weißenburg in Bayern (49° 1′ 46,6″ N, 10° 58′ 7,3″ O)                               |                             | Ab 1924 als Kirche genutzt, 2017 abgerissen. |
|                |                | Neuapostolische Kirche                      | Neuapostolische Kirche             | Weißenburg in Bayern (49° 2′ 14,3″ N, 10° 58′ 31,3″ O)                              |                             | Ab 1924 als Kirche genutzt, 2017 abgerissen. |
| weitere Bilder |                | St. Peter                                   | ev.-luth.                          | Nennslingen Wengen                                                                  | 19. Jh. 1816                | Saalkirche, kleiner klassizistischer Rechteckbau mit östlich vorgelegtem Turm, mit Ecklisenen und Putzgliederung, 1816; mit Kirchhof mit Kirchhofmauer, ehemaliges Grabkreuz, zweite Hälfte 19. Jahrhundert; zum Denkmal der Auflassung des Kirchhofs 1926 umgedeutet. |
| weitere Bilder |                | St. Pankratius                              | ev.-luth.                          | Westheim                                                                            | 15. Jh.                     | Markgrafenkirche, Saalkirche, Turm 15. Jahrhundert, Langhaus ab 1680 erneuert, Verlängerung 1798, Turm 1823–26 erneuert, mit Spitzhelm; mit Ausstattung. |
| weitere Bilder |                | St. Martin                                  | ev.-luth.                          | Treuchtlingen Wettelsheim                                                           | 14. Jh.                     | Saalraum mit eingezogenem Chor, gedrungener Westturm mit Zeltdach, 14. Jahrhundert, Ausbau im 15. Jahrhundert und 1656; mit Ausstattung. |
| weitere Bilder |                | Christuskirche                              | ev.-luth.                          | Treuchtlingen Wettelsheim                                                           | 18. Jh. 1756–1757           | Markgrafenkirche, Quersaalbau, von Johann David Steingruber, 1756/57, an Westseite Turm mit Spitzhelm, 1866, östlich zweigeschossiger Sakristeianbau, mit Ausstattung. |
| weitere Bilder |                | St. Zeno                                    | ev.-luth.                          | Treuchtlingen Windischhausen                                                        | 19. Jh. 1873–1875           | Hoher Saalraum mit eingezogenem Chor, über südlicher Fassade Turm mit Spitzhelm, neugotisch, 1873–75, mit Ausstattung. |
| weitere Bilder |                | St. Gangolf                                 | ev.-luth.                          | Dittenheim Windsfeld                                                                | 15. Jh.                     | Chorturmkirche, Turmuntergeschoss 15. Jahrhundert, Obergeschoss 1718, Langhaus 1823, Turmhelm mit buntglasierten Ziegeln; mit Ausstattung. |
|                |                | St. Nikolaus                                | ev.-luth.                          | Weißenburg in Bayern Wülzburg                                                       | 17. Jh. 1634                | Im Südflügel, Saalbau mit Renaissance-Portal, nach Brand 1634 wiederaufgebaut bis 1675, barockisierend umgebaut 1738, verändert 1864, mit Ausstattung. |